# Xã Rexine, Quận Kidder, Bắc Dakota
Xã Rexine (tiếng Anh: Rexine Township) là một xã thuộc quận Kidder, tiểu bang Bắc Dakota, Hoa Kỳ. Năm 2010, dân số của xã này là 4 người.